# Doppelleitwerksträger

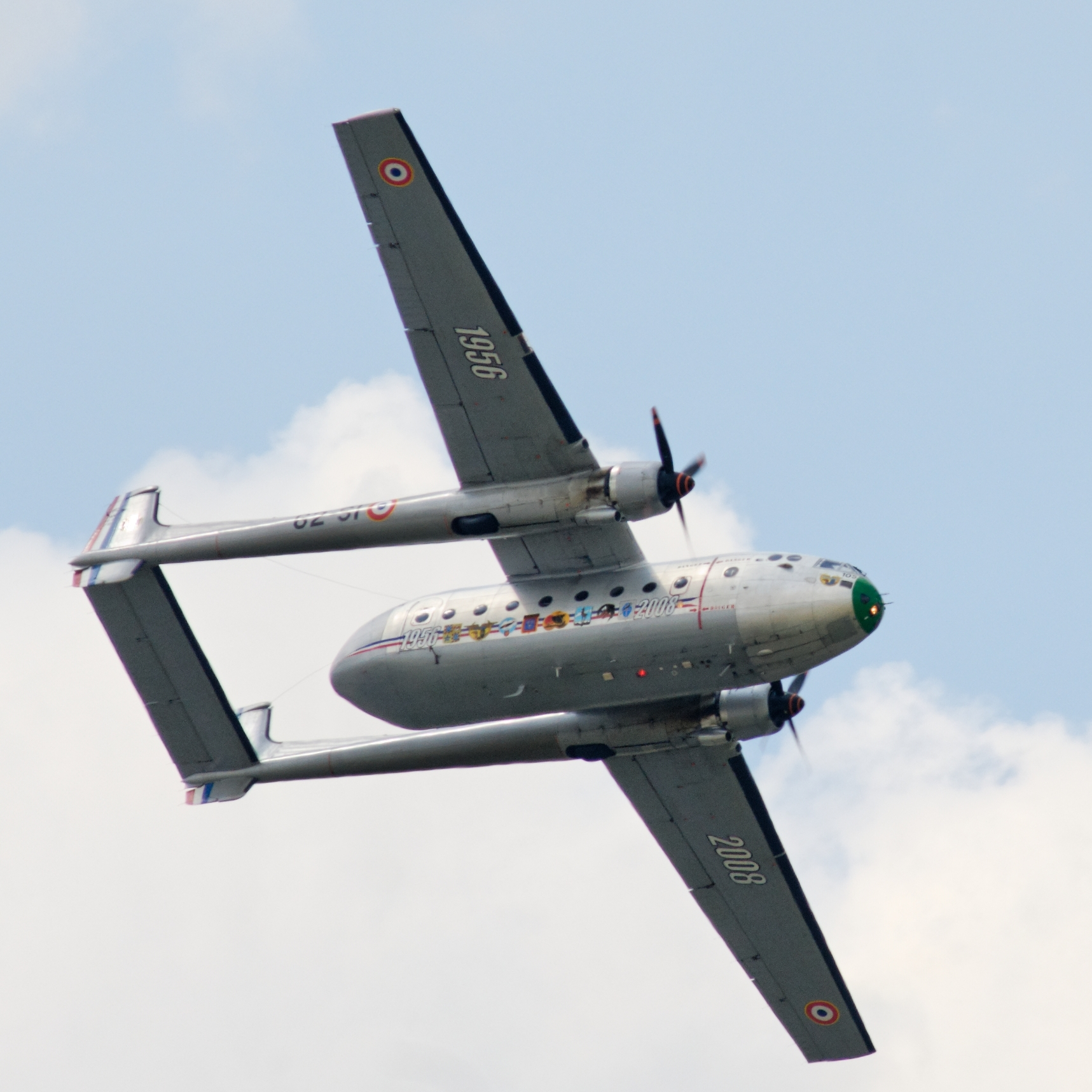
Nord Noratlas

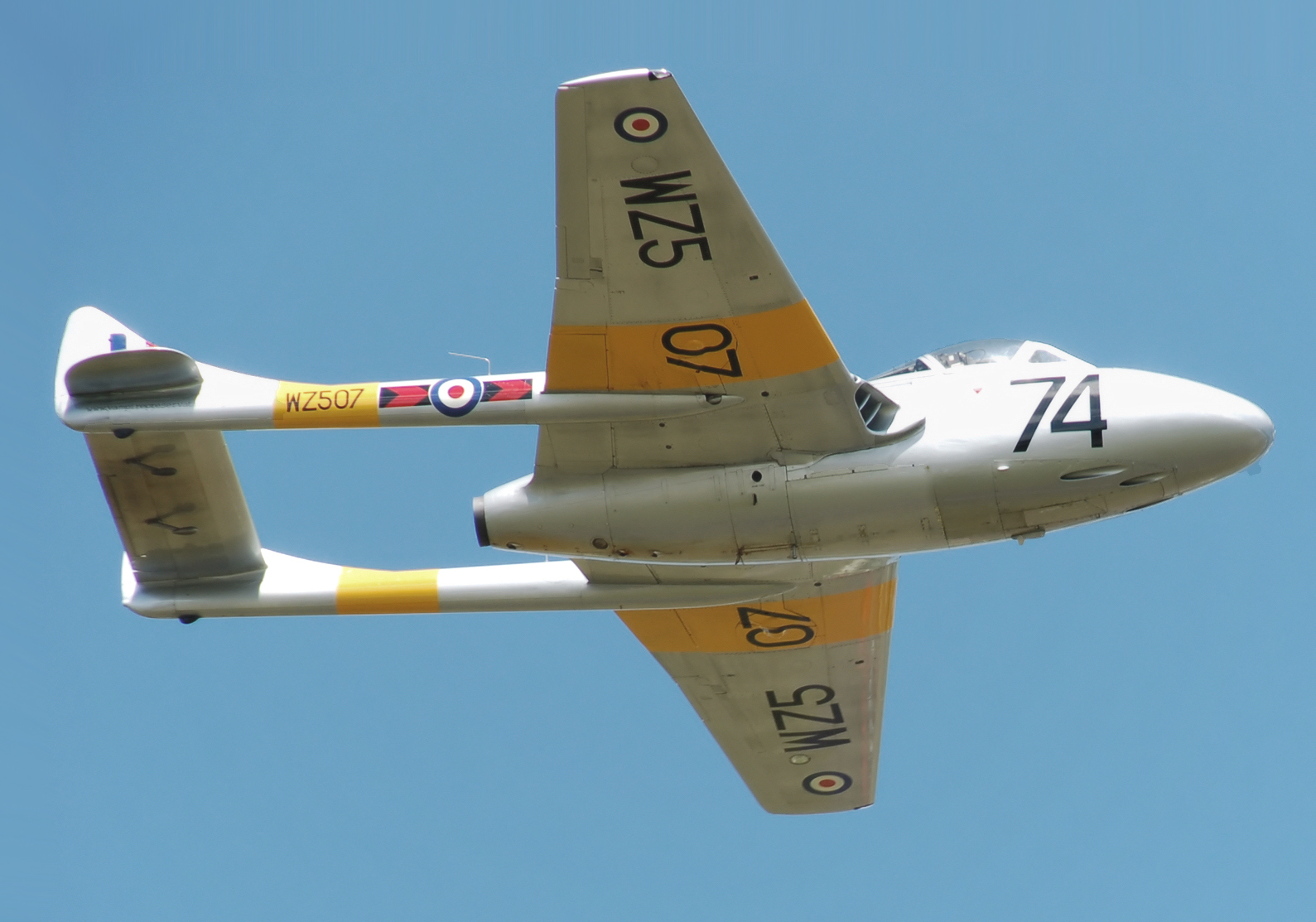
de Havilland Vampire T.11

Ein Doppelleitwerksträger ist eine Bauform von Flugzeughecks. Es handelt sich dabei um zwei Längsausleger, die die Tragflächen mit dem Leitwerk verbinden. Die Ausleger können Zusatzausrüstung wie Kraftstofftanks beinhalten. Flugzeuge mit Doppelleitwerksträgern unterscheiden sich von Doppelrumpfflugzeugen wie der North American F-82 dadurch, dass sie über einen einzigen, zentralen Rumpf verfügen.

## Konstruktion
Flugzeuge mit Doppelleitwerksträgern unterscheiden sich von Doppelrumpfflugzeugen durch einen getrennten, kurzen Vorderrumpf, der Cockpit und Zuladung enthält. Der Doppelleitwerksträger wurde entwickelt, um verschiedene Konstruktionsprobleme bei Flugzeugen mit konventionellem Rumpf zu lösen oder zu umgehen.

### Triebwerkskonstruktion

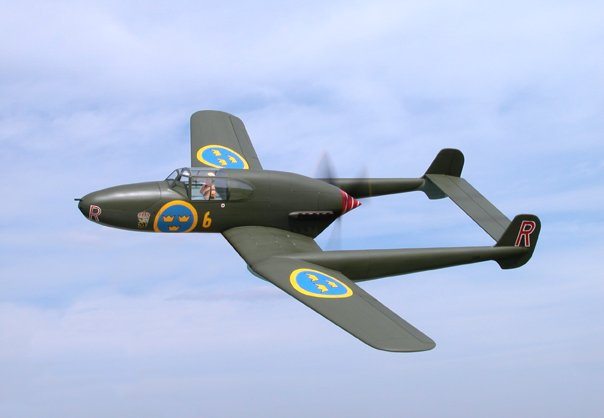
Saab 21

Bei einmotorigen Flugzeugen mit einem Propeller in Pusher-Konfiguration oder einem Strahltriebwerk mit konventionellem Rumpf muss der Propeller oder der Triebwerksauslass sehr weit nach hinten gelegt werden, was eine sehr lange Antriebswelle beziehungsweise ein sehr langes Strahlrohr erfordert, wodurch die Effizienz des Antriebs reduziert wird. Ein Flugzeugentwurf mit Doppelleitwerksträger erlaubt eine wesentlich kürzere und effizientere Konstruktion. Ein Beispiel dafür sind die Typen Saab 21 (Propeller in Pusher-Konfiguration) und Saab 21R (Strahltriebwerk) des schwedischen Herstellers Saab. Bei diesen Konstruktionen ist das Höhenruder am oberen Teil der beiden Seitenruder montiert, um frei von Wirbelschleppen des Triebwerks zu bleiben. SpaceShipOne und SpaceShipTwo besitzen zwei getrennte Leitwerke, da die Raketenabgase in einem größeren Winkel austreten.
Doppelleitwerksträger werden auch bei zweimotorigen Flugzeugen wie der Lockheed P-38 Lightning eingesetzt, wenn die Triebwerke mit voluminösen Aggregaten wie Turboladern oder Kühlern ausgerüstet sind.

### Sichtfeld
Damit Beobachtern oder Heckschützen ein ungehindertes Sichtfeld zur Verfügung steht, ist es bei einem konventionellen Rumpf notwendig, solche Positionen sehr weit ins Heck zu verlegen, was zu Problemen bei Weight and Balance führen kann. Ohne das konventionelle Heck kann diese Position wesentlich weiter nach vorne verlegt werden, was das Balanceproblem löst. Ein Beispiel dafür ist die Focke-Wulf Fw 189.
Dennoch behindert das durchgehende Höhenleitwerk die Sicht etwas und Heckgeschütze müssen so ausgelegt werden, dass sie nicht zur Seite feuern können.

### Beladen

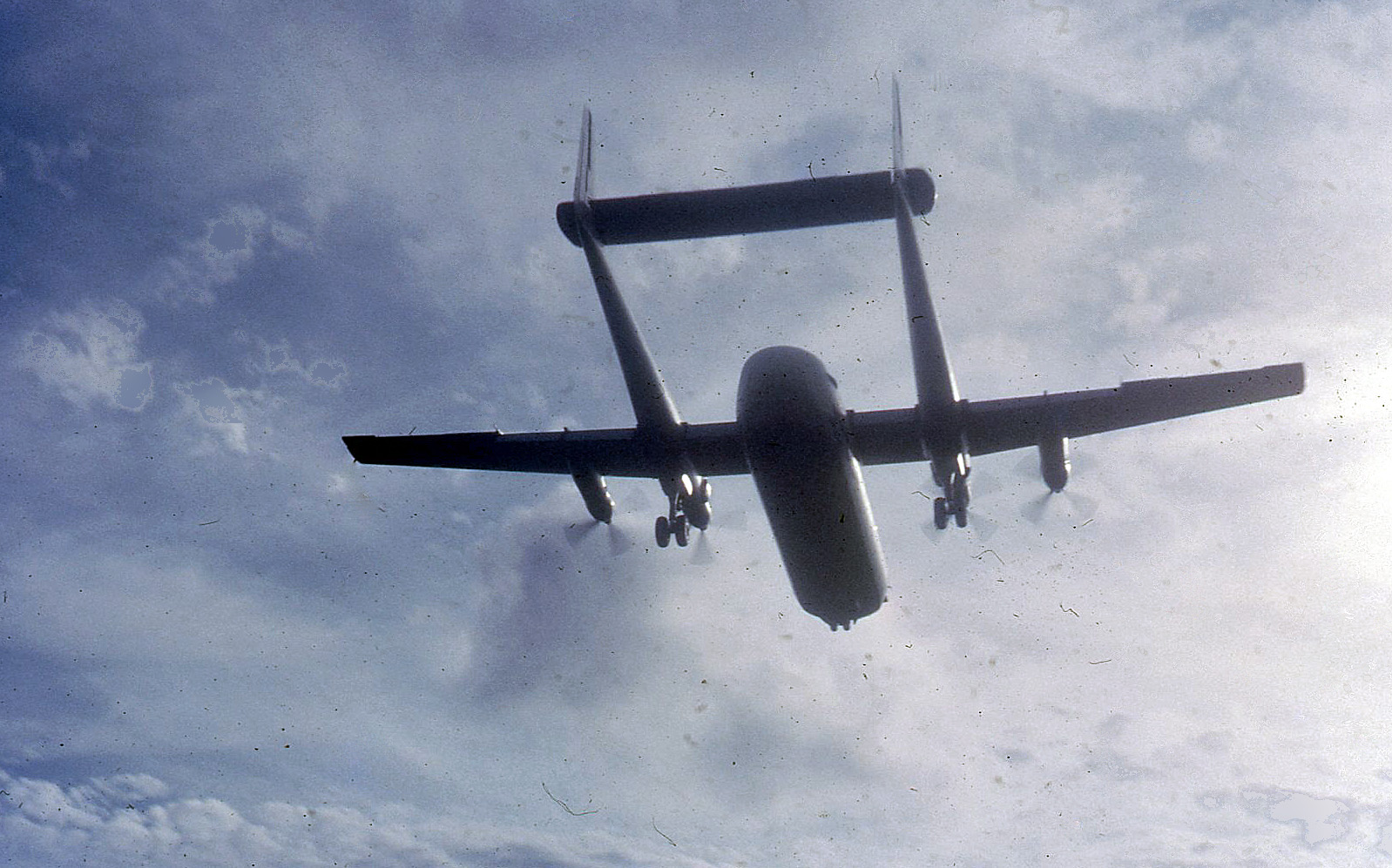
Armstrong Whitworth Argosy

Das Be- und Entladen großer Fracht wie Fahrzeuge oder Container setzt große Luken voraus. Bei konventionellen Rumpfkonstruktionen müssen sich diese in der Seite oder in der Nase befinden, was schwere Verstärkungen nötig macht. Seitliche Türen begrenzen die Länge der Fracht auf die Breite der Türen. Zusätzlich können Triebwerke oder das Fahrwerk im Weg sein. Doppelleitwerksträger erlauben die Positionierung einer großen Luke im Flugzeugheck wie beispielsweise bei der Armstrong Whitworth Argosy. Dennoch bleibt der Zugang zum Heck besonders für heranfahrende LKW durch das Leitwerk begrenzt, so dass in vielen Fällen ein hohes Heck bevorzugt wird.

### Leistungsvermögen
Flugzeuge mit Doppelleitwerksträger weisen im Allgemeinen einen größeren Luftwiderstand als konventionelle Konstruktionen auf. Typischerweise sind Doppelleitwerksträger flacher als der Rest des Rumpfes und somit weniger steif, was zusätzliche Verstärkungen notwendig macht, um ein starres Heck zu gewährleisten. Andererseits werden durch die beidseitige Befestigung der Höhenruder Verwirbelungen an den Enden vermieden und das Höhenruder kann kleiner und leichter ausgeführt werden. Des Weiteren kann die Verteilung der Last entlang der Tragfläche die strukturellen Kräfte zwischen den beiden Auslegern begrenzen und so zu einer Reduzierung des Gesamtgewichts führen.

## Geschichte

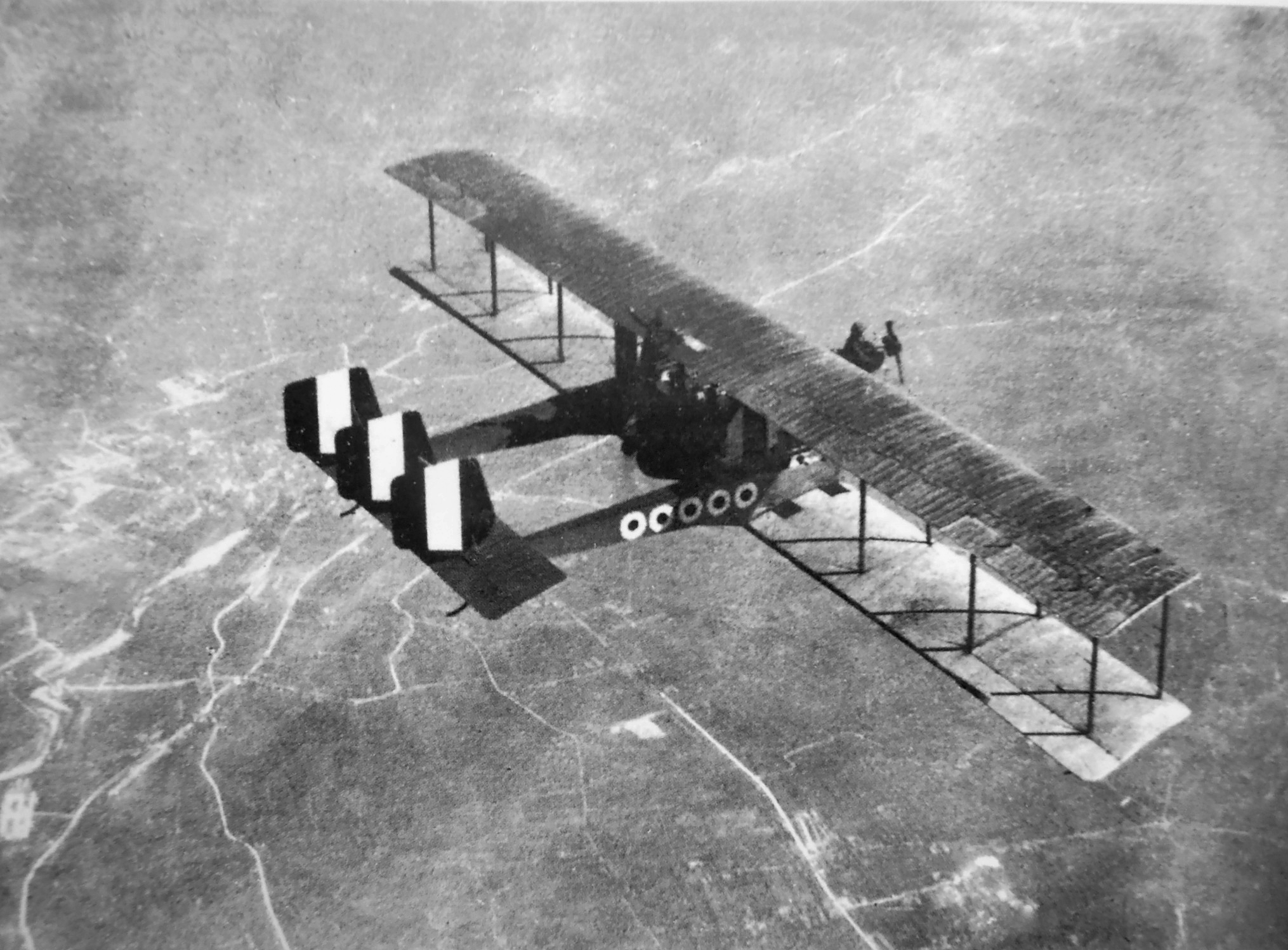
Caproni Ca.36

Doppelleitwerksträger gibt es bereits seit der Zeit der frühen offenen Fachwerkskonstruktionen. Mit dem von Otto Trinks gebauten Trinks-Eindecker flog 1911 in Johannisthal wahrscheinlich erstmals erfolgreich eine Doppelrumpfkonstruktion. Mit der Erkenntnis, dass diese Bauweise einen enormen Luftwiderstand mit sich bringt, wurden während des Ersten Weltkriegs kompaktere, mit Stoff bespannte Konstruktionen entwickelt. Ein bekanntes Beispiel dafür sind die dreimotorigen Bomber des italienischen Herstellers Caproni.
Zur etwa gleichen Zeit entstanden die ersten Monocoquerümpfe und es dauerte nicht lange, bis diese Bauweise auch für Doppelleitwerksträger angewandt wurde. Eines der erste Flugzeuge dieser Art war die Nieuport Pusher, deren Rumpf mit Bakelit-imprägniertem Papier bespannt war. Die bekannteren Muster waren jedoch die AGO C.I und C.II, deren Rumpf aus Schalen von über eine Form laminierten Holzleisten bestand. Nach der Entwicklung von aluminiumbeplankten Monocoques während des Ersten Weltkriegs wurde auch diese Technik ab Anfang der 1920er Jahre für den Bau von Doppelleitwerksträgern eingesetzt.
Viele der frühen Flugzeugkonstruktionen nutzten Doppelleitwerksträger, um Platz für einen Heckpropeller zu schaffen. Während des Ersten Weltkriegs wurden verschiedene größere Flugzeuge mit Doppelleitwerksträger entwickelt, um Platz für einen Heckschützen zu bieten, ohne diesen zu weit vom Schwerpunkt entfernt positionieren zu müssen und damit Balanceprobleme zu vermeiden.
Während des Zweiten Weltkriegs entstand der Bedarf, große Lasten und Fahrzeuge per Flugzeug zu transportieren. Das Konzept der Doppelleitwerksträger bot hier wie zum Beispiel bei der Gotha Go 242 die Möglichkeit, eine große Ladeluke im Heck zu realisieren.
Mit dem Beginn des Jetzeitalters entfiel der Platzbedarf für einen Heckpropeller, wurde jedoch durch die Notwendigkeit eines freien Wegs für die heißen Abgase abgelöst. Die Effizienz von Strahltriebwerken wurde durch lange Ansaug- und Strahlrohre, die bei vielen der frühen Konstruktionen verwendet wurden, eingeschränkt. Eine Lösung für dieses Problem war der Einsatz von Doppelleitwerksträgern wie bei der de Havilland Vampire und der de Havilland Venom, wodurch die Strahlrohre wesentlich kürzer bemessen werden konnten.

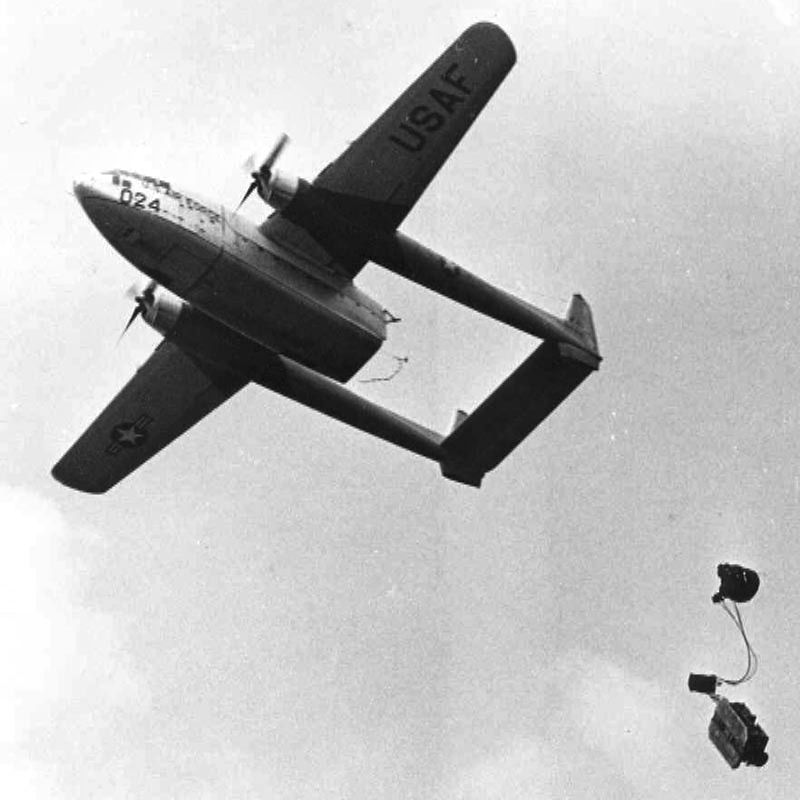
Fairchild C-119 beim Abwurf eines Jeeps über das Heck

Wenige Konstruktionen nutzten Doppelleitwerksträger auch aus anderen Gründen – so zum Beispiel die Lockheed P-38 Lightning, bei der die Ausleger die extrem langen Triebwerke mit Turboladern beherbergten, die sonst in ungewöhnlich langen Triebwerksgondeln hätten untergebracht werden müssen. Eine der neuesten Anwendungen von Doppelleitwerksträgern dient der Unterstützung von Tragflächen und Canards mit extrem großer Streckung wie bei der Rutan Voyager. Außerdem kann so der Großteil des Treibstoffs mittig mitgeführt werden, was die auf die Tragflächen wirkenden Kräfte maßgeblich reduziert.
Trotz der zu erwartenden Vorteile sind Flugzeuge mit Doppelleitwerksträgern eher die Ausnahme. Für die meisten Anwendungen sind die Ausleger weniger effizient in ihrer Struktur und erzeugen mehr Luftwiderstand. Beim Einsatz von Doppelleitwerksträgern zur Verbesserung des Schussfelds nach unten wird das Schussfeld zur Seite stark eingeengt. Für Transportflugzeuge bieten die Ausleger zwar besseren Zugang zum Rumpf, aber LKW müssen extrem vorsichtig an das Heck herangefahren werden, um das Höhenleitwerk nicht zu beschädigen. Daher blieb beispielsweise die Fairchild C-119 eine Ausnahme und die meisten Nachkriegstransportflugzeuge wie die Lockheed C-130 Hercules wurden wieder mit konventionellem Heck gebaut.